# Piero Scaruffi

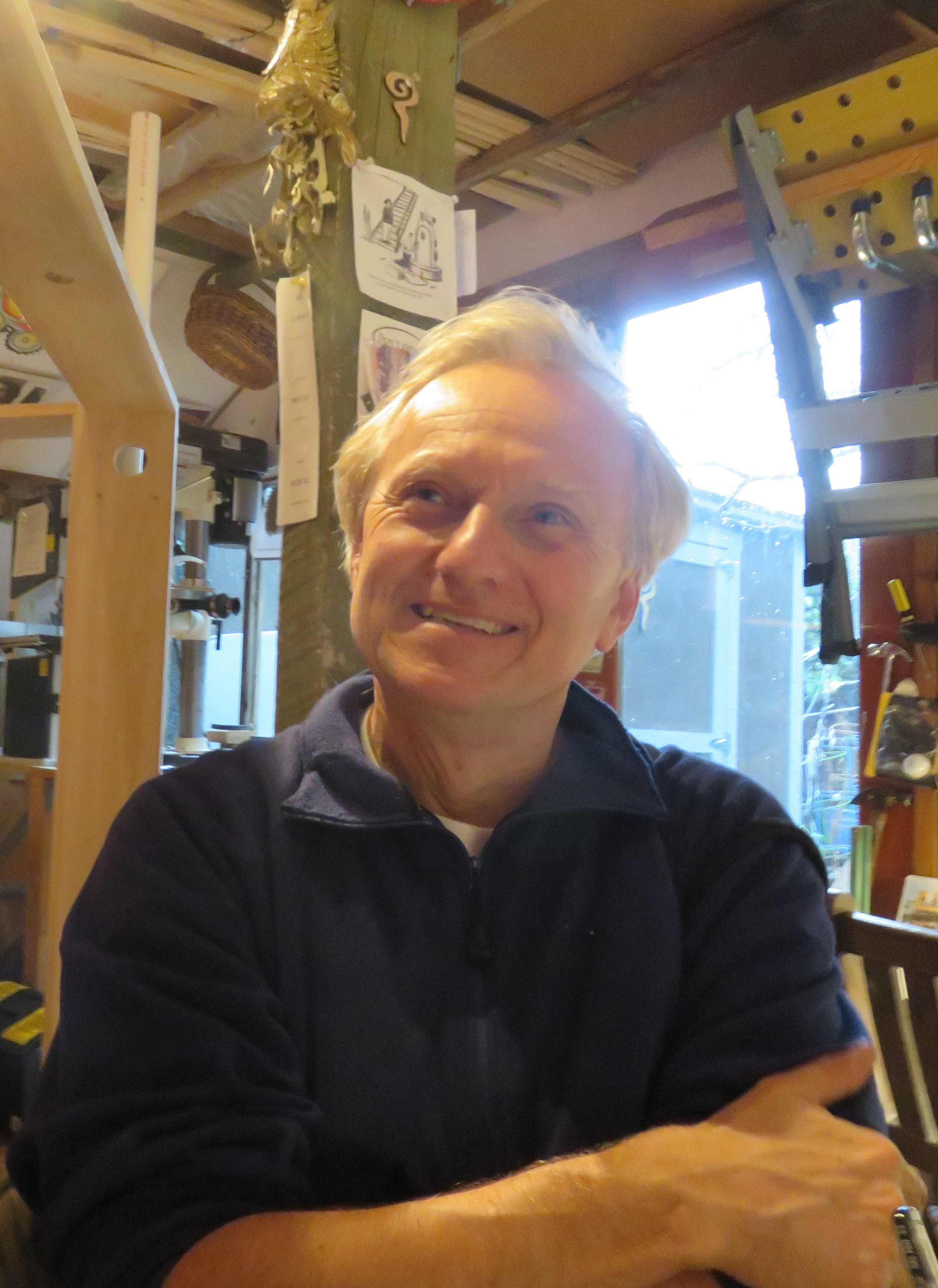
Scaruffi im Jahr 2016

Piero Scaruffi (* 1955 in Trivero, Italien) ist ein italo-amerikanischer Musikjournalist. Er veröffentlichte auch Gedichtbände und Bücher über Künstliche Intelligenz und Kognitionswissenschaft.

## Ausbildung und berufliche Laufbahn
1974 machte Scaruffi sein Informatik-Diplom mit Auszeichnung am ITIS Giuseppe Peano in Turin. Anschließend arbeitete er bis 1982 als Software-Berater bei SofTec in Italien. An der Universität von Turin schloss er 1982 sein Mathematikstudium summa cum laude ab, während dessen er sich mit Allgemeiner Relativitätstheorie beschäftigt hatte. Von 1982 bis 1995 arbeitete er als Softwaretechniker, Manager und Berater für Olivetti in Cupertino und Ivrea. Während dieser Zeit hatte er Gastprofessuren für Künstliche Intelligenz an der Harvard University (1984) und der Stanford University (1995) inne.
Scaruffi war 1995–1998 Präsident von OmniwareE in Redwood City und danach bis 2003 leitender Systemtechniker bei Intellicorp in Mountain View. Gleichzeitig war er 2000–2003 Mitglied des Governing Board of Directors der Zeitschrift Leonardo Journal. 2003–2006 arbeitete Scaruffi als unabhängiger Berater. Im Juni 2008 leitete er die erste Big Bang Conference in der University of California, Berkeley.

## Journalismus
Piero Scaruffi schrieb Bücher über die Geschichte des Rock, des Jazz, der Pop-Musik und der Avantgarde, die seit 2003 alle von ihm selbstveröffentlicht wurden. Diese Bücher sind auch auf seiner Webseite verfügbar, die 2006 Thema eines Artikels der New York Times war.
- 1974: Erste (unveröffentlichte) Version seines Hauptwerks A History of Rock Music
- 1989: Veröffentlichung des ersten von insgesamt sechs Teilen von A History of Rock Music in Italien
- 2003: Veröffentlichung der ersten Auflage von A History of Rock Music in den USA
- 2005: Piero Scaruffi’s History of Avantgarde Music (nicht veröffentlicht)[5]
- 2007: A History of Jazz Music[6] und A History of Popular Music before Rock Music[7]
- 2009: A History of Rock and Dance Music[8] (zweite Auflage von A History of Rock Music)

### Kontroversen
Piero Scaruffis Sicht auf die Geschichte der Rockmusik unterscheidet sich ganz erheblich von der fast aller anderen Musikjournalisten und weicht somit deutlich von der allgemein gängigen Sicht ab (zum Beispiel hinsichtlich seiner Würdigung eher unbekannter Bands der Canterbury-Schule des britischen Progressive Rock und des Krautrock), was ihm auf der einen Seite große Bekanntheit und eine Menge Anerkennung, andererseits aber auch viel Kritik einbrachte.
Seine Einschätzung der Stellung von Elvis Presley und, vor allem, der Beatles in der Rock-Geschichte sorgt seit Jahren für heftige Kontroversen und auch Anfeindungen ihm gegenüber. Scaruffi bezeichnet Elvis Presley als den ersten großen Schwindel des Rock ’n’ Roll und den ultimative Räuber schwarzer Hits und er sieht die Beatles zwar als wirklich gute Pop-Gruppe (auch aufgrund der Leistungen von George Martin), aber eben auch nicht mehr. Aufgrund des enormen Unterschieds zwischen ihren Fähigkeiten bzw. Leistungen und ihrer Popularität bezeichnet er sie deshalb auch als die überbewertetste Band aller Zeiten.
| Einflussreich | Einflussreich          | Überschätzt | Überschätzt      | Unterschätzt | Unterschätzt      |
| #             | Interpret              | #           | Interpret        | #            | Interpret         |
| ------------- | ---------------------- | ----------- | ---------------- | ------------ | ----------------- |
| 1             | Chuck Berry            | 1           | The Beatles      | 1            | Tim Buckley       |
| 2             | The Velvet Underground | 2           | Elvis Presley    | 2            | Red Krayola       |
| 3             | The Rolling Stones     | 3           | Prince           | 3            | Robert Wyatt      |
| 4             | Neil Young             | 4           | David Bowie      | 4            | Captain Beefheart |
| 5             | Ramones                | 5           | U2               | 5            | Pere Ubu          |
| 6             | Bob Dylan              | 90er        | 90er             | 6            | Faust             |
| 7             | Captain Beefheart      | 1           | Radiohead        | 7            | Foetus            |
| 8             | Can                    | •           | Pavement         | 8            | Sandy Bull        |
| 9             | Pere Ubu               | •           | Guided by Voices | 9            | Nico              |
| 10            | Bruce Springsteen      | •           | Beck             | 10           | Jim Steinman      |
| 11            | Pink Floyd             | •           | Moby             | 11           | Vampire Rodents   |
| 12            | Byrds                  | •           | Aphex Twin       |              |                   |

Seine Einschätzung der Beatles:
- Die Beatles waren weder gute Songwriter noch gute Komponisten noch gute Musiker.
- Die Musik der Beatles hatte keine technischen Innovationen und keine kreative Tiefe. Sie schrieben ausschließlich 3-Minuten-Pop-Songs und auch spätere Alben wie Sgt. Pepper’s Lonely Hearts Club Band oder The Beatles, auf denen die Band mit anderen Genres experimentierte, bestanden nur aus (zum jeweiligen Zeitpunkt außerdem völlig überholten) Pop-Liedern. (Diese „faux avantgarde“, d. h. vorzugeben, Avantgarde zu sein, aber in Wirklichkeit liebliche Pop-Musik zu spielen, sieht er vor allem auch im Schaffen von Radiohead.[13])
- Die „arische“ Musik der Beatles beseitigte jede Spur schwarzer Musik vom Rock ’n’ Roll und ersetzte afrikanische Rhythmen mit linearen westlichen Melodien.
- Sie repräsentierten die vollkommene Reaktion gegen den (schwarzen) Rock ’n’ Roll, gegen eine bevorstehende musikalische Revolution und darüber hinaus gegen die soziale und politische Revolution (Studentenproteste, Bob Dylan, Hippies).

### Die besten Rockalben
Zum besseren Verständnis von Scaruffis Sicht auf die Rock-Geschichte nachfolgend eine Tabelle mit den seiner Meinung nach 42 besten Rock-Alben aller Zeiten (Rating ab 9) und im Vergleich dazu die Top 42 (ohne Jazz- und Live-Alben) der Webseite Acclaimed Music (A), einer Datenbank, die möglichst alle verfügbaren Musik-Bestenlisten kompiliert. (Anmerkung: 3000+ bedeutet, dass dieses Album zwischen Platz 3001 und 4781 gereiht ist; 4781+ bedeutet, dass dieses Album nicht in der Datenbank aufscheint.)
| Rating | Jahr | Interpret              | Album                           | A     |
| --- | ---- | ---------------------- | ------------------------------- | ----- |
| Sternsymbol · Sternsymbol · Sternsymbol · Sternsymbol · Sternsymbol · Sternsymbol · Sternsymbol · Sternsymbol · Sternsymbol · Sternsymbol | 1969 | Captain Beefheart      | Trout Mask Replica              | 54    |
| Sternsymbol · Sternsymbol · Sternsymbol · Sternsymbol · Sternsymbol · Sternsymbol · Sternsymbol · Sternsymbol · Sternsymbol · Sternsymbol | 1974 | Robert Wyatt           | Rock Bottom                     | 196   |
| Sternsymbol · Sternsymbol · Sternsymbol · Sternsymbol · Sternsymbol · Sternsymbol · Sternsymbol · Sternsymbol · Sternsymbol · Sternsymbol | 1971 | Faust                  | Faust                           | 1787  |
| Sternsymbol · Sternsymbol · Sternsymbol · Sternsymbol · Sternsymbol · Sternsymbol · Sternsymbol · Sternsymbol · Sternsymbol · Sternsymbol | 1967 | The Velvet Underground | The Velvet Underground and Nico | 4     |
| Sternsymbol · Sternsymbol · Sternsymbol · Sternsymbol · Sternsymbol · Sternsymbol · Sternsymbol · Sternsymbol · Sternsymbol · Sternsymbol | 1966 | Bob Dylan              | Blonde on Blonde                | 7     |
| Sternsymbol · Sternsymbol · Sternsymbol · Sternsymbol · Sternsymbol · Sternsymbol · Sternsymbol · Sternsymbol · Sternsymbol · Sternsymbol | 1968 | Van Morrison           | Astral Weeks                    | 15    |
| Sternsymbol · Sternsymbol · Sternsymbol · Sternsymbol · Sternsymbol · Sternsymbol · Sternsymbol · Sternsymbol · Sternsymbol · Sternsymbol | 1967 | The Doors              | The Doors                       | 24    |
| Sternsymbol · Sternsymbol · Sternsymbol · Sternsymbol · Sternsymbol · Sternsymbol · Sternsymbol · Sternsymbol · Sternsymbol · Sternsymbol | 1991 | My Bloody Valentine    | Loveless                        | 74    |
| Sternsymbol · Sternsymbol · Sternsymbol · Sternsymbol · Sternsymbol · Sternsymbol · Sternsymbol · Sternsymbol · Sternsymbol · Sternsymbol | 1977 | Suicide                | Suicide                         | 184   |
| Sternsymbol · Sternsymbol · Sternsymbol · Sternsymbol · Sternsymbol · Sternsymbol · Sternsymbol · Sternsymbol · Sternsymbol · Sternsymbol | 1967 | The Velvet Underground | White Light/White Heat          | 190   |
| Sternsymbol · Sternsymbol · Sternsymbol · Sternsymbol · Sternsymbol · Sternsymbol · Sternsymbol · Sternsymbol · Sternsymbol · Sternsymbol | 1984 | Hüsker Dü              | Zen Arcade                      | 204   |
| Sternsymbol · Sternsymbol · Sternsymbol · Sternsymbol · Sternsymbol · Sternsymbol · Sternsymbol · Sternsymbol · Sternsymbol · Sternsymbol | 1978 | Pere Ubu               | Modern Dance                    | 226   |
| Sternsymbol · Sternsymbol · Sternsymbol · Sternsymbol · Sternsymbol · Sternsymbol · Sternsymbol · Sternsymbol · Sternsymbol · Sternsymbol | 1980 | Bruce Springsteen      | The River                       | 289   |
| Sternsymbol · Sternsymbol · Sternsymbol · Sternsymbol · Sternsymbol · Sternsymbol · Sternsymbol · Sternsymbol · Sternsymbol · Sternsymbol | 1991 | Slint                  | Spiderland                      | 294   |
| Sternsymbol · Sternsymbol · Sternsymbol · Sternsymbol · Sternsymbol · Sternsymbol · Sternsymbol · Sternsymbol · Sternsymbol · Sternsymbol | 1984 | Minutemen              | Double Nickels on the Dime      | 297   |
| Sternsymbol · Sternsymbol · Sternsymbol · Sternsymbol · Sternsymbol · Sternsymbol · Sternsymbol · Sternsymbol · Sternsymbol · Sternsymbol | 1973 | Neu!                   | Neu!                            | 533   |
| Sternsymbol · Sternsymbol · Sternsymbol · Sternsymbol · Sternsymbol · Sternsymbol · Sternsymbol · Sternsymbol · Sternsymbol · Sternsymbol | 1990 | Fugazi                 | Repeater                        | 609   |
| Sternsymbol · Sternsymbol · Sternsymbol · Sternsymbol · Sternsymbol · Sternsymbol · Sternsymbol · Sternsymbol · Sternsymbol · Sternsymbol | 1970 | Soft Machine           | 3                               | 650   |
| Sternsymbol · Sternsymbol · Sternsymbol · Sternsymbol · Sternsymbol · Sternsymbol · Sternsymbol · Sternsymbol · Sternsymbol · Sternsymbol | 1979 | The Pop Group          | Y                               | 678   |
| Sternsymbol · Sternsymbol · Sternsymbol · Sternsymbol · Sternsymbol · Sternsymbol · Sternsymbol · Sternsymbol · Sternsymbol · Sternsymbol | 1990 | Nick Cave              | The Good Son                    | 778   |
| Sternsymbol · Sternsymbol · Sternsymbol · Sternsymbol · Sternsymbol · Sternsymbol · Sternsymbol · Sternsymbol · Sternsymbol · Sternsymbol | 1969 | Frank Zappa            | Uncle Meat                      | 822   |
| Sternsymbol · Sternsymbol · Sternsymbol · Sternsymbol · Sternsymbol · Sternsymbol · Sternsymbol · Sternsymbol · Sternsymbol · Sternsymbol | 1981 | The Gun Club           | Fire of Love                    | 924   |
| Sternsymbol · Sternsymbol · Sternsymbol · Sternsymbol · Sternsymbol · Sternsymbol · Sternsymbol · Sternsymbol · Sternsymbol · Sternsymbol | 1970 | Third Ear Band         | Third Ear Band                  | 1802  |
| Sternsymbol · Sternsymbol · Sternsymbol · Sternsymbol · Sternsymbol · Sternsymbol · Sternsymbol · Sternsymbol · Sternsymbol · Sternsymbol | 1991 | Mercury Rev            | Yerself Is Steam                | 1861  |
| Sternsymbol · Sternsymbol · Sternsymbol · Sternsymbol · Sternsymbol · Sternsymbol · Sternsymbol · Sternsymbol · Sternsymbol · Sternsymbol | 1972 | Klaus Schulze          | Irrlicht                        | 2047  |
| Sternsymbol · Sternsymbol · Sternsymbol · Sternsymbol · Sternsymbol · Sternsymbol · Sternsymbol · Sternsymbol · Sternsymbol · Sternsymbol | 1967 | Red Krayola            | Parable of Arable Land          | 2057  |
| Sternsymbol · Sternsymbol · Sternsymbol · Sternsymbol · Sternsymbol · Sternsymbol · Sternsymbol · Sternsymbol · Sternsymbol · Sternsymbol | 1971 | Nico                   | Desert Shore                    | 2322  |
| Sternsymbol · Sternsymbol · Sternsymbol · Sternsymbol · Sternsymbol · Sternsymbol · Sternsymbol · Sternsymbol · Sternsymbol · Sternsymbol | 1990 | Royal Trux             | Twin Infinitives                | 2565  |
| Sternsymbol · Sternsymbol · Sternsymbol · Sternsymbol · Sternsymbol · Sternsymbol · Sternsymbol · Sternsymbol · Sternsymbol · Sternsymbol | 1984 | Butthole Surfers       | Psychic Powerless               | 2970  |
| Sternsymbol · Sternsymbol · Sternsymbol · Sternsymbol · Sternsymbol · Sternsymbol · Sternsymbol · Sternsymbol · Sternsymbol · Sternsymbol | 1973 | John Fahey             | Fare Forward Voyagers           | 2977  |
| Sternsymbol · Sternsymbol · Sternsymbol · Sternsymbol · Sternsymbol · Sternsymbol · Sternsymbol · Sternsymbol · Sternsymbol · Sternsymbol | 1973 | Popol Vuh              | Hosianna Mantra                 | 3000+ |
| Sternsymbol · Sternsymbol · Sternsymbol · Sternsymbol · Sternsymbol · Sternsymbol · Sternsymbol · Sternsymbol · Sternsymbol · Sternsymbol | 1994 | Lisa Germano           | Geek the Girl                   | 3000+ |
| Sternsymbol · Sternsymbol · Sternsymbol · Sternsymbol · Sternsymbol · Sternsymbol · Sternsymbol · Sternsymbol · Sternsymbol · Sternsymbol | 1985 | Foetus                 | Nail                            | 3000+ |
| Sternsymbol · Sternsymbol · Sternsymbol · Sternsymbol · Sternsymbol · Sternsymbol · Sternsymbol · Sternsymbol · Sternsymbol · Sternsymbol | 1978 | The Residents          | Not Available                   | 3000+ |
| Sternsymbol · Sternsymbol · Sternsymbol · Sternsymbol · Sternsymbol · Sternsymbol · Sternsymbol · Sternsymbol · Sternsymbol · Sternsymbol | 1992 | Red House Painters     | Down Colorful Hill              | 3000+ |
| Sternsymbol · Sternsymbol · Sternsymbol · Sternsymbol · Sternsymbol · Sternsymbol · Sternsymbol · Sternsymbol · Sternsymbol · Sternsymbol | 1970 | Tim Buckley            | Lorca                           | 4781+ |
| Sternsymbol · Sternsymbol · Sternsymbol · Sternsymbol · Sternsymbol · Sternsymbol · Sternsymbol · Sternsymbol · Sternsymbol · Sternsymbol | 1992 | Morphine               | Good                            | 4781+ |
| Sternsymbol · Sternsymbol · Sternsymbol · Sternsymbol · Sternsymbol · Sternsymbol · Sternsymbol · Sternsymbol · Sternsymbol · Sternsymbol | 1993 | Vampire Rodents        | Lullaby Land                    | 4781+ |
| Sternsymbol · Sternsymbol · Sternsymbol · Sternsymbol · Sternsymbol · Sternsymbol · Sternsymbol · Sternsymbol · Sternsymbol · Sternsymbol | 1984 | Diamanda Galás         | Diamanda Galás                  | 4781+ |
| Sternsymbol · Sternsymbol · Sternsymbol · Sternsymbol · Sternsymbol · Sternsymbol · Sternsymbol · Sternsymbol · Sternsymbol · Sternsymbol | 1981 | Jon Hassell            | Dream Theory In Malaya          | 4781+ |
| Sternsymbol · Sternsymbol · Sternsymbol · Sternsymbol · Sternsymbol · Sternsymbol · Sternsymbol · Sternsymbol · Sternsymbol · Sternsymbol | 1997 | Hash Jar Tempo         | Well Oiled                      | 4781+ |
| Sternsymbol · Sternsymbol · Sternsymbol · Sternsymbol · Sternsymbol · Sternsymbol · Sternsymbol · Sternsymbol · Sternsymbol · Sternsymbol | 1991 | Type O Negative        | Slow, Deep and Hard             | 4781+ |

| Rating | Jahr | Interpret          | Album                                         | A  |
| --- | ---- | ------------------ | --------------------------------------------- | -- |
| Sternsymbol · Sternsymbol · Sternsymbol · Sternsymbol · Sternsymbol · Sternsymbol · Sternsymbol · Sternsymbol · Sternsymbol · Sternsymbol | 1967 | Velvet Underground | The Velvet Underground and Nico               | 4  |
| Sternsymbol · Sternsymbol · Sternsymbol · Sternsymbol · Sternsymbol · Sternsymbol · Sternsymbol · Sternsymbol · Sternsymbol · Sternsymbol | 1966 | Bob Dylan          | Blonde on Blonde                              | 7  |
| Sternsymbol · Sternsymbol · Sternsymbol · Sternsymbol · Sternsymbol · Sternsymbol · Sternsymbol · Sternsymbol · Sternsymbol · Sternsymbol | 1968 | Van Morrison       | Astral Weeks                                  | 15 |
| Sternsymbol · Sternsymbol · Sternsymbol · Sternsymbol · Sternsymbol · Sternsymbol · Sternsymbol · Sternsymbol · Sternsymbol · Sternsymbol | 1967 | The Doors          | The Doors                                     | 24 |
| Sternsymbol · Sternsymbol · Sternsymbol · Sternsymbol · Sternsymbol · Sternsymbol · Sternsymbol · Sternsymbol · Sternsymbol · Sternsymbol | 1972 | The Rolling Stones | Exile on Main St.                             | 8  |
| Sternsymbol · Sternsymbol · Sternsymbol · Sternsymbol · Sternsymbol · Sternsymbol · Sternsymbol · Sternsymbol · Sternsymbol · Sternsymbol | 1965 | Bob Dylan          | Highway 61 Revisited                          | 11 |
| Sternsymbol · Sternsymbol · Sternsymbol · Sternsymbol · Sternsymbol · Sternsymbol · Sternsymbol · Sternsymbol · Sternsymbol · Sternsymbol | 1967 | Jimi Hendrix       | Are You Experienced?                          | 12 |
| Sternsymbol · Sternsymbol · Sternsymbol · Sternsymbol · Sternsymbol · Sternsymbol · Sternsymbol · Sternsymbol · Sternsymbol · Sternsymbol | 1988 | Public Enemy       | It Takes a Nation of Millions to Hold Us Back | 17 |
| Sternsymbol · Sternsymbol · Sternsymbol · Sternsymbol · Sternsymbol · Sternsymbol · Sternsymbol · Sternsymbol · Sternsymbol · Sternsymbol | 1968 | Jimi Hendrix       | Electric Ladyland                             | 22 |
| Sternsymbol · Sternsymbol · Sternsymbol · Sternsymbol · Sternsymbol · Sternsymbol · Sternsymbol · Sternsymbol · Sternsymbol · Sternsymbol | 1977 | Television         | Marquee Moon                                  | 25 |
| Sternsymbol · Sternsymbol · Sternsymbol · Sternsymbol · Sternsymbol · Sternsymbol · Sternsymbol · Sternsymbol · Sternsymbol · Sternsymbol | 2004 | Arcade Fire        | Funeral                                       | 34 |
| Sternsymbol · Sternsymbol · Sternsymbol · Sternsymbol · Sternsymbol · Sternsymbol · Sternsymbol · Sternsymbol · Sternsymbol · Sternsymbol | 1966 | The Beach Boys     | Pet Sounds                                    | 1  |
| Sternsymbol · Sternsymbol · Sternsymbol · Sternsymbol · Sternsymbol · Sternsymbol · Sternsymbol · Sternsymbol · Sternsymbol · Sternsymbol | 1991 | Nirvana            | Nevermind                                     | 3  |
| Sternsymbol · Sternsymbol · Sternsymbol · Sternsymbol · Sternsymbol · Sternsymbol · Sternsymbol · Sternsymbol · Sternsymbol · Sternsymbol | 1967 | The Beatles        | Sgt. Pepper’s Lonely Hearts Club Band         | 5  |
| Sternsymbol · Sternsymbol · Sternsymbol · Sternsymbol · Sternsymbol · Sternsymbol · Sternsymbol · Sternsymbol · Sternsymbol · Sternsymbol | 1971 | Marvin Gaye        | What’s Going On                               | 6  |
| Sternsymbol · Sternsymbol · Sternsymbol · Sternsymbol · Sternsymbol · Sternsymbol · Sternsymbol · Sternsymbol · Sternsymbol · Sternsymbol | 1979 | The Clash          | London Calling                                | 9  |
| Sternsymbol · Sternsymbol · Sternsymbol · Sternsymbol · Sternsymbol · Sternsymbol · Sternsymbol · Sternsymbol · Sternsymbol · Sternsymbol | 1977 | Sex Pistols        | Never Mind the Bollocks                       | 10 |
| Sternsymbol · Sternsymbol · Sternsymbol · Sternsymbol · Sternsymbol · Sternsymbol · Sternsymbol · Sternsymbol · Sternsymbol · Sternsymbol | 1997 | Radiohead          | OK Computer                                   | 13 |
| Sternsymbol · Sternsymbol · Sternsymbol · Sternsymbol · Sternsymbol · Sternsymbol · Sternsymbol · Sternsymbol · Sternsymbol · Sternsymbol | 1975 | Bruce Springsteen  | Born to Run                                   | 18 |
| Sternsymbol · Sternsymbol · Sternsymbol · Sternsymbol · Sternsymbol · Sternsymbol · Sternsymbol · Sternsymbol · Sternsymbol · Sternsymbol | 1975 | Patti Smith        | Horses                                        | 19 |
| Sternsymbol · Sternsymbol · Sternsymbol · Sternsymbol · Sternsymbol · Sternsymbol · Sternsymbol · Sternsymbol · Sternsymbol · Sternsymbol | 1969 | The Beatles        | Abbey Road                                    | 20 |
| Sternsymbol · Sternsymbol · Sternsymbol · Sternsymbol · Sternsymbol · Sternsymbol · Sternsymbol · Sternsymbol · Sternsymbol · Sternsymbol | 1987 | Prince             | Sign "☮" the Times                            | 26 |
| Sternsymbol · Sternsymbol · Sternsymbol · Sternsymbol · Sternsymbol · Sternsymbol · Sternsymbol · Sternsymbol · Sternsymbol · Sternsymbol | 1986 | The Smiths         | The Queen Is Dead                             | 28 |
| Sternsymbol · Sternsymbol · Sternsymbol · Sternsymbol · Sternsymbol · Sternsymbol · Sternsymbol · Sternsymbol · Sternsymbol · Sternsymbol | 1968 | The Rolling Stones | Beggars Banquet                               | 30 |
| Sternsymbol · Sternsymbol · Sternsymbol · Sternsymbol · Sternsymbol · Sternsymbol · Sternsymbol · Sternsymbol · Sternsymbol · Sternsymbol | 1971 | Led Zeppelin       | Led Zeppelin IV                               | 31 |
| Sternsymbol · Sternsymbol · Sternsymbol · Sternsymbol · Sternsymbol · Sternsymbol · Sternsymbol · Sternsymbol · Sternsymbol · Sternsymbol | 1971 | The Who            | Who’s Next                                    | 33 |
| Sternsymbol · Sternsymbol · Sternsymbol · Sternsymbol · Sternsymbol · Sternsymbol · Sternsymbol · Sternsymbol · Sternsymbol · Sternsymbol | 1980 | Talking Heads      | Remain in Light                               | 35 |
| Sternsymbol · Sternsymbol · Sternsymbol · Sternsymbol · Sternsymbol · Sternsymbol · Sternsymbol · Sternsymbol · Sternsymbol · Sternsymbol | 1976 | Ramones            | Ramones                                       | 37 |
| Sternsymbol · Sternsymbol · Sternsymbol · Sternsymbol · Sternsymbol · Sternsymbol · Sternsymbol · Sternsymbol · Sternsymbol · Sternsymbol | 1987 | U2                 | The Joshua Tree                               | 38 |
| Sternsymbol · Sternsymbol · Sternsymbol · Sternsymbol · Sternsymbol · Sternsymbol · Sternsymbol · Sternsymbol · Sternsymbol · Sternsymbol | 1980 | Joy Division       | Closer                                        | 41 |
| Sternsymbol · Sternsymbol · Sternsymbol · Sternsymbol · Sternsymbol · Sternsymbol · Sternsymbol · Sternsymbol · Sternsymbol · Sternsymbol | 1973 | Stevie Wonder      | Innervisions                                  | 42 |
| Sternsymbol · Sternsymbol · Sternsymbol · Sternsymbol · Sternsymbol · Sternsymbol · Sternsymbol · Sternsymbol · Sternsymbol · Sternsymbol | 1972 | David Bowie        | The Rise and Fall of Ziggy Stardust           | 16 |
| Sternsymbol · Sternsymbol · Sternsymbol · Sternsymbol · Sternsymbol · Sternsymbol · Sternsymbol · Sternsymbol · Sternsymbol · Sternsymbol | 1973 | Pink Floyd         | The Dark Side of the Moon                     | 21 |
| Sternsymbol · Sternsymbol · Sternsymbol · Sternsymbol · Sternsymbol · Sternsymbol · Sternsymbol · Sternsymbol · Sternsymbol · Sternsymbol | 1975 | Bob Dylan          | Blood on the Tracks                           | 23 |
| Sternsymbol · Sternsymbol · Sternsymbol · Sternsymbol · Sternsymbol · Sternsymbol · Sternsymbol · Sternsymbol · Sternsymbol · Sternsymbol | 1982 | Michael Jackson    | Thriller                                      | 27 |
| Sternsymbol · Sternsymbol · Sternsymbol · Sternsymbol · Sternsymbol · Sternsymbol · Sternsymbol · Sternsymbol · Sternsymbol · Sternsymbol | 1991 | Massive Attack     | Blue Lines                                    | 32 |
| Sternsymbol · Sternsymbol · Sternsymbol · Sternsymbol · Sternsymbol · Sternsymbol · Sternsymbol · Sternsymbol · Sternsymbol · Sternsymbol | 1969 | The Rolling Stones | Let It Bleed                                  | 36 |
| Sternsymbol · Sternsymbol · Sternsymbol · Sternsymbol · Sternsymbol · Sternsymbol · Sternsymbol · Sternsymbol · Sternsymbol · Sternsymbol | 1968 | The Beatles        | The Beatles                                   | 14 |
| Sternsymbol · Sternsymbol · Sternsymbol · Sternsymbol · Sternsymbol · Sternsymbol · Sternsymbol · Sternsymbol · Sternsymbol · Sternsymbol | 1966 | The Beatles        | Revolver                                      | 2  |
| Sternsymbol · Sternsymbol · Sternsymbol · Sternsymbol · Sternsymbol · Sternsymbol · Sternsymbol · Sternsymbol · Sternsymbol · Sternsymbol | 1965 | The Beatles        | Rubber Soul                                   | 29 |

## Bibliographie
- 1987: L’Intelligenza Artificiale. (Artificial Intelligence), Muzzio (italienisch)
- 1989–1997: Storia della Musica Rock. Arcana
- 1991: L’Ultimo. (The Last One), Il Salice (italienisch)
- 1991: La Mente Artificiale, (The Artificial Mind), Angeli, Italien.
- 1991: Guida alla Musica d’Avanguardia. (A Guide to Avantgarde Music)
- 1994: La Fabbrica del Pensiero. (The Factory of Thought), La Stampa (italienisch)
- 1996: Il Terzo Secolo. (The Third Century), Feltrinelli (italienische Essays über die USA)
- 1998: Dialogo degli Amanti. (Dialogue of the Lovers), Lacaita (italienisch)
- 2003: A History of Rock Music 1951–2000. Iuniverse, ISBN 0-595-29565-7
- 2003: Thinking About Thought. Iuniverse, ISBN 0-595-26420-4
- 2006: The Nature of Consciousness. Omniware, ISBN 0-9765531-1-2
- 2007: A History of Jazz Music 1900–2000. ISBN 978-0-9765531-3-7
- 2007: A History of Popular Music before Rock Music. ISBN 978-0-9765531-2-0
- 2008: A History of Rock and Dance Music. ISBN 978-0-9765531-5-1 (Band 1: 1950–1989), ISBN 978-0-9765531-6-8 (Band 2: 1990–2008)
- 2009: Synthesis – A Book of Nothingness. Poetry. ISBN 978-0-9765531-7-5